# 東経39度線
東経39度線（とうけい39どせん）は、本初子午線面から東へ39度の角度を成す経線である。北極点から北極海、ヨーロッパ、アジア、アフリカ、インド洋、南極海、南極大陸を通過して南極点までを結ぶ。東経39度線は、西経141度線と共に大円を形成する。

## 通過する地域一覧
東経39度線は、北極点から南極点まで南に向かって以下の場所を通っている。
| 地理座標                                             | 国土・領土・領海 | 備考                                                      |
| ---------------------------------------------------- | ---------------- | --------------------------------------------------------- |
| 北緯90度0分 東経39度0分 / 北緯90.000度 東経39.000度  | 北極海           |                                                           |
| 北緯80度23分 東経39度0分 / 北緯80.383度 東経39.000度 | バレンツ海       |                                                           |
| 北緯68度33分 東経39度0分 / 北緯68.550度 東経39.000度 | ロシア           | コラ半島                                                  |
| 北緯68度6分 東経39度0分 / 北緯68.100度 東経39.000度  | 白海             |                                                           |
| 北緯64度43分 東経39度0分 / 北緯64.717度 東経39.000度 | ロシア           |                                                           |
| 北緯49度48分 東経39度0分 / 北緯49.800度 東経39.000度 | ウクライナ       |                                                           |
| 北緯47度52分 東経39度0分 / 北緯47.867度 東経39.000度 | ロシア           |                                                           |
| 北緯47度16分 東経39度0分 / 北緯47.267度 東経39.000度 | アゾフ海         | タガンログ湾                                              |
| 北緯46度59分 東経39度0分 / 北緯46.983度 東経39.000度 | ロシア           |                                                           |
| 北緯44度9分 東経39度0分 / 北緯44.150度 東経39.000度  | 黒海             |                                                           |
| 北緯41度2分 東経39度0分 / 北緯41.033度 東経39.000度  | トルコ           |                                                           |
| 北緯36度42分 東経39度0分 / 北緯36.700度 東経39.000度 | シリア           |                                                           |
| 北緯33度28分 東経39度0分 / 北緯33.467度 東経39.000度 | イラク           |                                                           |
| 北緯33度9分 東経39度0分 / 北緯33.150度 東経39.000度  | ヨルダン         |                                                           |
| 北緯32度0分 東経39度0分 / 北緯32.000度 東経39.000度  | サウジアラビア   |                                                           |
| 北緯22度42分 東経39度0分 / 北緯22.700度 東経39.000度 | 紅海             |                                                           |
| 北緯21度59分 東経39度0分 / 北緯21.983度 東経39.000度 | サウジアラビア   |                                                           |
| 北緯21度50分 東経39度0分 / 北緯21.833度 東経39.000度 | 紅海             |                                                           |
| 北緯17度7分 東経39度0分 / 北緯17.117度 東経39.000度  | エリトリア       | アスマラのすぐ東を通過                                    |
| 北緯14度35分 東経39度0分 / 北緯14.583度 東経39.000度 | エチオピア       |                                                           |
| 北緯3度32分 東経39度0分 / 北緯3.533度 東経39.000度   | ケニア           |                                                           |
| 南緯4度31分 東経39度0分 / 南緯4.517度 東経39.000度   | タンザニア       |                                                           |
| 南緯5度27分 東経39度0分 / 南緯5.450度 東経39.000度   | ザンジバル海峡   | タンザニア本土とザンジバル島の間を通過                    |
| 南緯6度27分 東経39度0分 / 南緯6.450度 東経39.000度   | タンザニア       |                                                           |
| 南緯11度10分 東経39度0分 / 南緯11.167度 東経39.000度 | モザンビーク     |                                                           |
| 南緯17度0分 東経39度0分 / 南緯17.000度 東経39.000度  | インド洋         |                                                           |
| 南緯60度0分 東経39度0分 / 南緯60.000度 東経39.000度  | 南極海           |                                                           |
| 南緯69度55分 東経39度0分 / 南緯69.917度 東経39.000度 | 南極大陸         | ドローニング・モード・ランド（ ノルウェーが領有権を主張） |